# (535) Montague
(535) Montague ist ein Asteroid des Hauptgürtels, der am 7. Mai 1904 von Raymond Smith Dugan entdeckt wurde. 
Benannt wurde der Asteroid nach der Kleinstadt Montague im US-amerikanischen Bundesstaat Massachusetts.